# Tautukua isolata
Tautukua isolata là một loài nhện trong họ Orsolobidae. Chúng được Raymond Robert Forster & Norman I. Platnick miêu tả năm 1985.